# Pisaura consocia
Pisaura consocia là một loài nhện trong họ Pisauridae.
Loài này thuộc chi Pisaura. Pisaura consocia được Octavius Pickard-Cambridge miêu tả năm 1872.